# 萊克伍德鎮區 (伊利諾伊州謝爾比縣)
萊克伍德鎮區（英語：Lakewood Township）是位於美國伊利諾伊州謝爾比縣的一個行政鎮區。

## 地方資料
根據2010年美國人口普查的數據，萊克伍德鎮區的面積為77.90平方千米，當中陸地面積為77.90平方千米，而水域面積為0.00平方千米。當地共有人口427人，而人口密度為每平方千米5.48人。